# Іннісфейл (Квінсленд)
Іннісфейл (англ. Innisfail) — місто в австралійському штаті Квінсленд.

## Географія
Іннісфейл розташовується у північній частині штату на узбережжі Коралового моря.

### Клімат
Місто знаходиться у зоні, котра характеризується вологим тропічним кліматом. Найтепліший місяць — січень із середньою температурою 26.1 °C (79 °F). Найхолодніший місяць — липень, із середньою температурою 19.4 °С (67 °F).
| Клімат Іннісфейла       | Клімат Іннісфейла | Клімат Іннісфейла | Клімат Іннісфейла | Клімат Іннісфейла | Клімат Іннісфейла | Клімат Іннісфейла | Клімат Іннісфейла | Клімат Іннісфейла | Клімат Іннісфейла | Клімат Іннісфейла | Клімат Іннісфейла | Клімат Іннісфейла | Клімат Іннісфейла |
| Показник                | Січ.              | Лют.              | Бер.              | Квіт.             | Трав.             | Черв.             | Лип.              | Серп.             | Вер.              | Жовт.             | Лист.             | Груд.             | Рік               |
| Абсолютний максимум, °C | 40,1              | 38,8              | 37,8              | 34,2              | 31,2              | 29,4              | 30                | 29,6              | 32                | 35,6              | 38,8              | 40,3              | 40,3              |
| Середній максимум, °C   | 30,8              | 30,6              | 29,8              | 28,3              | 26,4              | 24,5              | 24,1              | 25,1              | 26,6              | 28,4              | 29,7              | 30,8              | 27,9              |
| Середня температура, °C | 26                | 26                | 25                | 24                | 22                | 20                | 19                | 20                | 21                | 23                | 25                | 26                | 23                |
| Середній мінімум, °C    | 22,7              | 22,7              | 21,9              | 20,3              | 18,2              | 15,9              | 15                | 15,2              | 16,7              | 18,7              | 20,6              | 21,8              | 19,1              |
| Абсолютний мінімум, °C  | 17,2              | 18                | 17,2              | 10,5              | 9,4               | 6,5               | 6,2               | 8,2               | 10,1              | 12,2              | 16                | 17,2              | 6,2               |
| Норма опадів, мм        | 500               | 590               | 660               | 460               | 300               | 180               | 130               | 110               | 80                | 80                | 140               | 250               | 3550              |
| Днів з дощем            | 16,2              | 16,8              | 19,2              | 18,4              | 16,9              | 12,5              | 11,6              | 10,2              | 8,6               | 7,5               | 9,3               | 11,8              | 159               |
| ----------------------- | ----------------- | ----------------- | ----------------- | ----------------- | ----------------- | ----------------- | ----------------- | ----------------- | ----------------- | ----------------- | ----------------- | ----------------- | ----------------- |
| Джерело: Weatherbase    |                   |                   |                   |                   |                   |                   |                   |                   |                   |                   |                   |                   |                   |